# Nicholas Boson
Nicholas Boson (1624-1708) foi um escritor e preservador do idioma Córnico. Ele nasceu em Newlyn, de uma família de comerciantes e latifundiários envolvidos com a pesca de sardinha.
A mãe de Nicolas proibia seus vizinhos e empregados de falar Córnico com ele; por isso, ele só se tornou fluente no idioma quando precisou para os negócios com os pescadores. Ajudou William Scawen e Edward Lhuyd nos seus registros dessa língua.
Boson escreveu três textos significativos em Córnico:
- "Nebbaz gerriau dro tho Carnoack" ("Algumas Palavras sobre o Córnico"), entre 1675 e 1708;
- "Jowan Chy-an-Horth, py, An try foynt a skyans" ("João de Chyannor, ou, Os Três Pontos da Sabedoria"), publicado por Eduardo Lhuyd em 1707, mas, de acordo com o próprio Lhuyd, escrito cerca de quarenta anos antes;
- A Duquesa do Progresso da Cornualha, este parcialmente em inglês e conhecido hoje em dia somente por citações fragmentárias.

Os dois primeiros são os únicos textos sobreviventes em prosa Córnica do século XVII.
Seu corpo está enterrado na igreja de Paulo, onde os de seu filho John Boson e de seu primo Thomas Boson, colegas escritores em Córnico, também descansam.